# Distretto di Aimin
Il distretto di Aimin (爱民区S, Àimín QūP) è un distretto della Cina, situato nella provincia di Heilongjiang e amministrato dalla prefettura di Mudanjiang.